# ويليام شارب (جراح)
ويليام شارب (1729 - 17 مارس 1810) طبيب إنجليزي قيل إنه عمل جراحًا للملك جورج الثالث. كان مع شقيقه غرانفيل شارب مؤيدًا نشطًا للحملة المبكرة ضد العبودية في بريطانيا.

## سيرته المهنية
في فبراير 1755، أصبح شارب مساعد جراح في مستشفى سانت بارثولوميو بمدينة لندن، واستقال من المستشفى عام 1779. نشر بعض الأوراق الطبية، من بينها واحدة تدعو إلى استخدام الورق المقوى كمادة لتجبير الأطراف المكسورة، وأخرى تتعلق بحصاة كلوية أزيلت من مثانة «القس السيد تي. سي.». بقي كتاب مواعيده الطبية للفترة 1784-1785.
انتخِب زميلًا للجمعية الملكية في أبريل 1769.
يقول قاموس السيرة الذاتية العام لألكسندر تشالمرز إنه كان «.. جراحًا بارزًا في لندن لسنوات عديدة». يُذكر في كتالوج أعمال زوفاني أن شارب رفض الحصول على لقب البارونية، والذي عُرض عليه مكافأة لحضوره الناجح أمام الأميرة أميليا. أكِد هذا الحضور في عام 1798 من خلال المراسلات المنشورة لجورج الثالث.
في عام 1769، كان لدى شارب منزل في حي اليهود القدامى بلندن، ولكن في ذلك الوقت عاش هو وزوجته معظم أيام العام على صندل راسٍ في نهر التايمز. خلال آخر 22 عامًا من حياته، عاش شارب في فولهام هاوس، فولهام، وهو عقار كان يملكه سابقًا منذ القرن الخامس عشر جون ستورتون، البارون الأول ستورتون، وأحفاده. أطلِق على المنزل أحيانًا اسم منزل ستورتون وكان مجاورًا لجسر فولهام. أثناء إقامته هناك، أضاف كوخًا بجانب الماء كان متصلًا بالمنزل الرئيسي عن طريق ممر تحت الأرض يمر أسفل كنيسة لِن.
تزوج شارب من كاثرين بارويك، الابنة الخامسة لتوماس بارويك من لندن. أنجبا طفلة واحدة فقط، تدعى ماري، والتي تزوجت في مايو 1800 من توماس جون لويد بيكر، من هاردويك كورت، غلوسترشير، وأنجبت ثلاثة أطفال، كاثرين، وماري آن، وتوماس بارويك لويد بيكر (مواليد 1808). توفيت ماري بيكر في داوليش في 26 ديسمبر 1812.

### قضية جوناثان سترونغ
اعتاد شارب علاج فقراء لندن في منزله. في إحدى الليالي، طلب منه أحد العبيد المساعدة بعد أن تعرض للضرب على يد سيده. عالج شارب الرجل لكنه ناقش هذه الحالة مع شقيقه غرانفيل شارب. كان يُدعى الرجل جوناثان سترونغ وقد تعرض للضرب المبرح لدرجة أنه أصبح شبه أعمى واحتاج إلى أربعة أشهر من العلاج في مستشفى سانت بارثولوميو. غطى شارب نفقات تعافي سترونغ ورتب وظيفته مع صيدلي. ومع ذلك، بعد عامين، أثناء عمل سترونغ أجيرًا في عربة الصيدلي، رآه مالكه، ديفيد ليسل، الذي باعه إلى مزارع جامايكي واختطفه. بعث سترونغ رسالة إلى غرانفيل شارب، الذي ناقش الأمر على الفور مع عمدة لندن، الذي دعا إلى جلسة استماع وأعلن أن سترونغ أصبح الآن حرًا. تحدى ليسل غرانفيل شارب في مبارزة، لكنه رفض، وأوضح لاحقًا أن «ديفيد ليسل، المحترم، (رجل القانون) دعاني للمبارزة لينال الرضا مثل الرجال النبلاء. أخبرته أنه نظرًا لأنه درس القانون لسنوات عديدة، يجب أن يرضا بما منحه إياه القانون». انحازت المحاكم الإنجليزية في النهاية إلى الأخوين شارب، ورفضت طلبًا يقضي بوجوب دفع مبلغ مئتي جنيه لليسل كتعويض عن الاستيلاء على ممتلكات رجل آخر. من هذه المواجهة، أصبح غرانفيل، شقيق شارب الأصغر، من أوائل المدافعين عن إلغاء العبودية وظل كذلك لمدة خمسين عامًا.